# Elecciones estatales de Baja California de 2010
Las elecciones estatales de Baja California de 2010 se celebraron el domingo 4 de julio de 2010, renovándose los siguientes cargos de elección popular:
- 5 ayuntamientos. Compuestos por un Presidente Municipal y regidores, electos para un periodo de tres años no reelegibles para el periodo inmediato.
- 25 Diputados al Congreso del Estado: 16 Electos por mayoría relativa elegidos en cada uno de los distritos electorales del estado, y 9 mediante el principio de representación proporcional.

## Resultados electorales

### Alcaldías
| Municipio                                                | Partido o Coalición | Alcalde Electo                      |
| -------------------------------------------------------- | ------------------- | ----------------------------------- |
| Ensenada                                                 |                     | Enrique Pelayo Torres               |
| Mexicali                                                 |                     | Francisco José Pérez Tejada Padilla |
| Playas de Rosarito                                       |                     | Javier Robles Aguirre               |
| Tecate                                                   |                     | Javier Ignacio Urbalejo Cinco       |
| Tijuana                                                  |                     | Carlos Walterio Bustamante Anchondo |
| Fuente: Instituto Electoral y de Participación Ciudadana |                     |                                     |

### Congreso del Estado
| Distrito                    | Municipio                   | Partido | Nombre                              |
| --------------------------- | --------------------------- | ------- | ----------------------------------- |
| I                           | Mexicali                    |         | Víctor Hugo Navarro Gutiérrez       |
| II                          | Mexicali                    |         | Nancy Guadalupe Sánchez Arredondo   |
| III                         | Mexicali                    |         | Juan Bautista Montejano de la Torre |
| IV                          | Mexicali                    |         | María del Rosario Rodríguez Rubio   |
| V                           | Mexicali                    |         | Gregorio Carranza Hernández         |
| VI                          | Mexicali                    |         | Elí Topete Robles                   |
| VII                         | Tecate                      |         | Juan Vargas Rodríguez               |
| VIII                        | Tijuana                     |         | David Jorge Lozano Pérez            |
| IX                          | Tijuana                     |         | Fausto Zárate Zepeda                |
| X                           | Tijuana                     |         | Carlos Murguía Mejía                |
| XI                          | Tijuana                     |         | Ricardo Magaña Mosqueda             |
| XII                         | Tijuana                     |         | Laurencio Dado Alatorre             |
| XIII                        | Tijuana                     |         | Gregorio Barreto Luna†              |
| XIV                         | Ensenada                    |         | Julio Felipe García Muñoz           |
| XV                          | Ensenada                    |         | Alfonso Garzón Zataraín             |
| XVI                         | Tijuana                     |         | Elisa Rosana Soto Agüero            |
| Representación Proporcional | Representación Proporcional |         | Máximo García López                 |
| Representación Proporcional | Representación Proporcional |         | Lizbeth Mata Lozano                 |
| Representación Proporcional | Representación Proporcional |         | Rubén Alanís Quintero               |
| Representación Proporcional | Representación Proporcional |         | Gustavo Mata Cortés                 |
| Representación Proporcional | Representación Proporcional |         | Arcelia Galarza Villarino           |
| Representación Proporcional | Representación Proporcional |         | Virginia Noriega Ríos               |
| Representación Proporcional | Representación Proporcional |         | Francisco Javier Sánchez Corona     |
| Representación Proporcional | Representación Proporcional |         | Josefina Agatón Muñíz               |
| Representación Proporcional | Representación Proporcional |         | Marco Antonio Vizcarra Calderón     |
| Fuente: IEPC                |                             |         |                                     |